# Rhaphidostichum subleptocarpum
Rhaphidostichum subleptocarpum är en bladmossart som beskrevs av Brotherus 1925. Rhaphidostichum subleptocarpum ingår i släktet Rhaphidostichum och familjen Sematophyllaceae. Inga underarter finns listade i Catalogue of Life.